# マイノーター級装甲巡洋艦
マイノーター級装甲巡洋艦 (Minotaur class armored cruiser) はイギリス海軍の巡洋艦。1908年、1909年に3隻が竣工。本級はイギリス海軍最後の装甲巡洋艦であり、前級までに比べて攻撃力がさらに強化されている。第一次世界大戦では「ディフェンス」が1916年5月31日にユトランド沖海戦で戦没している。

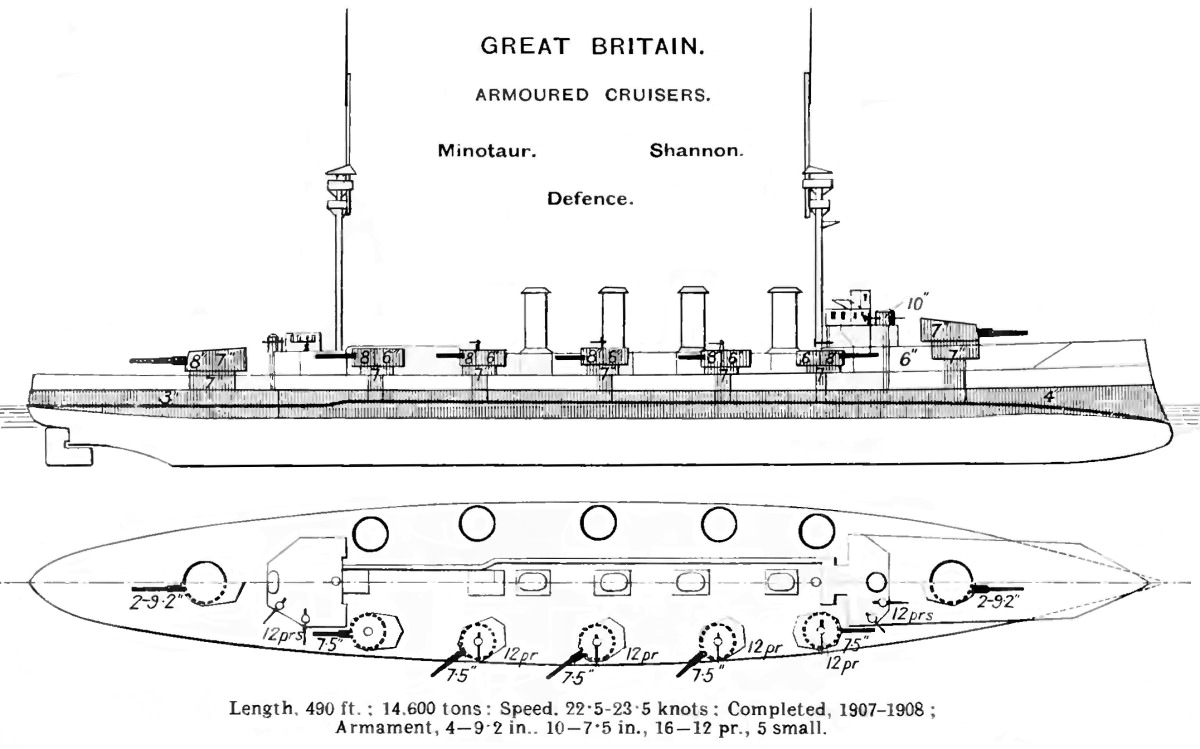
本級の武装・装甲配置を示した図

## 同型艦
- マイノーター（英語版） HMS Minotaur
- シャノン（英語版） HMS Shannon
- ディフェンス HMS Defence

## 参考図書
- 「世界の艦船増刊第46集　イギリス巡洋艦史」(海人社)